# スタンピード

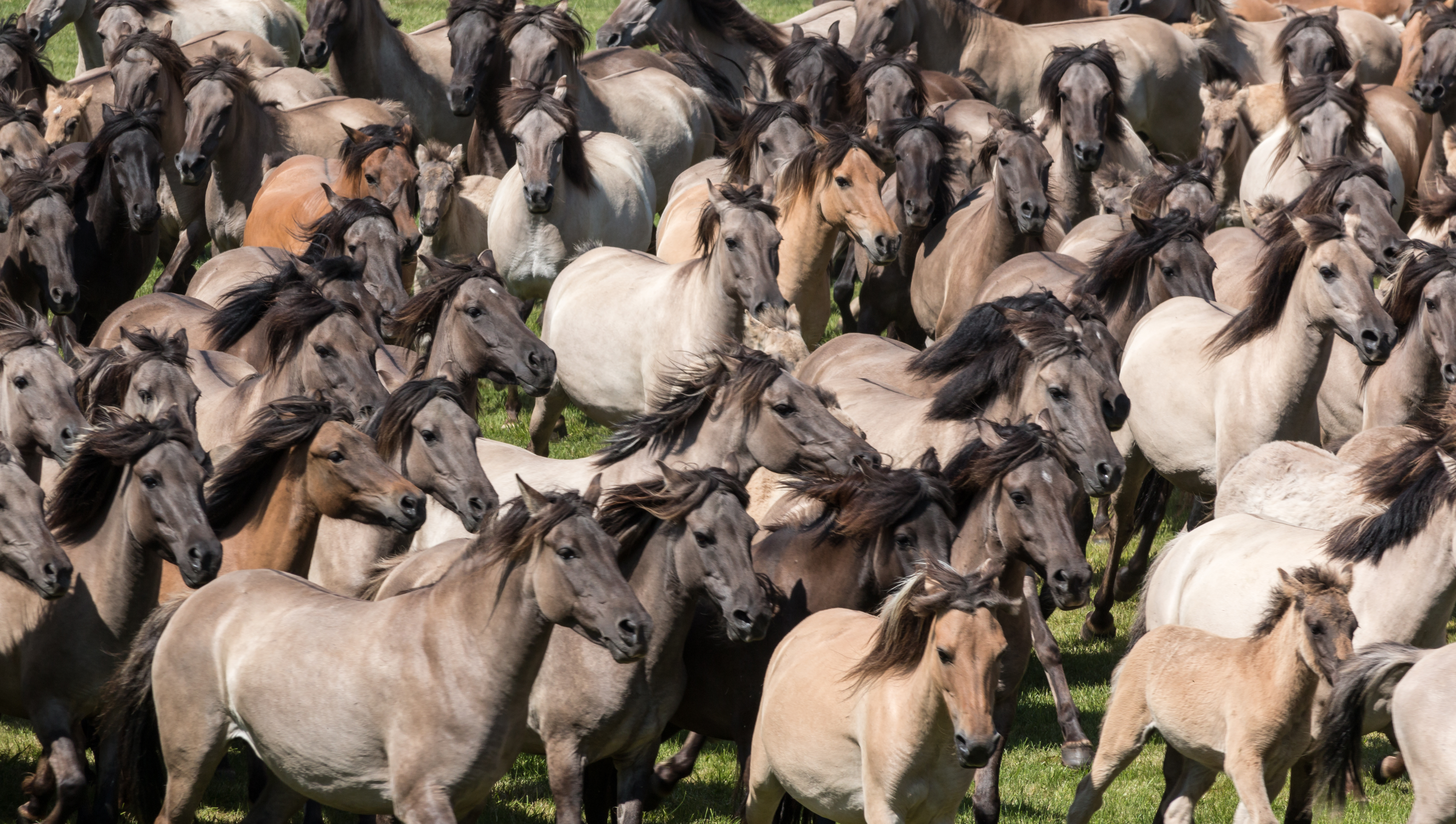
ウマのスタンピード

スタンピード (英語: stampede ([stæmˈpiːd])とは、大型動物の集団が、興奮や恐怖などのために突然同じ方向へ走り始める現象。転じて、人々が同じことを同時に行おうとする様も指す。人間以外でスタンピードをすることが知られている動物は、シマウマ、ウシ、ゾウ、トナカイ、ヒツジ、ブタ、ヤギ、オグロヌー、セイウチ、ノウマ、サイなどが挙げられる。
一部のメディアで、人が密集する中で押しつぶされ負傷したり死亡したりする事故を「スタンピード」と呼んでいる例があるが、同義ではない（日本語では「群集事故」「雑踏事故」といった言葉があてられる）。英語では通常、人間の集団が何らかの原因で集団パニックに陥り、一斉に逃げ出した時に発生した雑踏事故をstampedeと呼び、集団の過密が原因で発生した事故をcrowd crushまたcrowd collapseと呼んで区別するが、混同されることもよくある。ただし、stampedeには被害者も不合理な行動を取ったというニュアンスがあるため、グリニッジ大学のエドウィン・ガレア教授は使用を慎むべきだとの意見を表明した。

## ウシのスタンピード

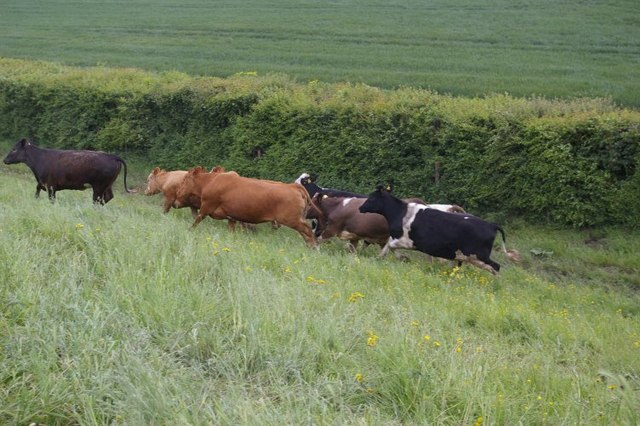
ウシのスタンピード

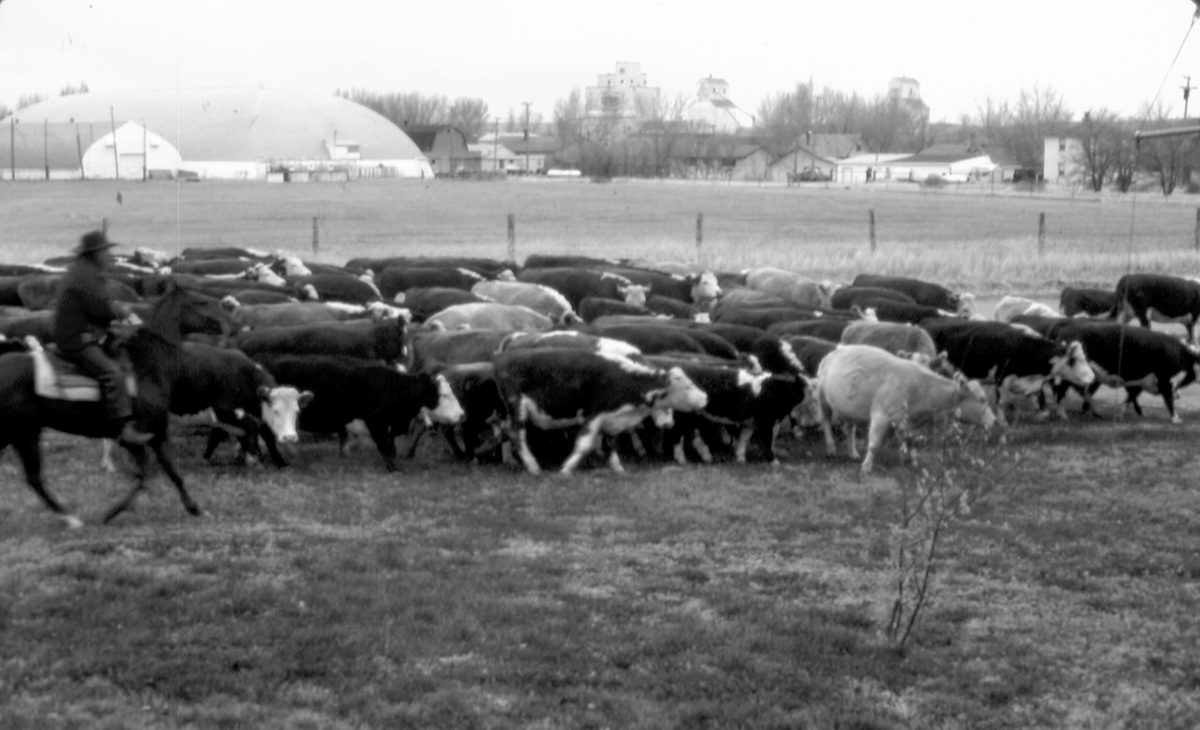
毎年行われる家畜のウシの移動（サスカチュワン州ヴァル・メアリー）

ウシは、何かしら不自然なことが起きればスタンピードを起こす場合がある。特に夜中に、マッチを擦ったり、誰かがウマから飛び降りたり、ウマが身震いをしたり、雷が落ちたり、回転草が風に吹かれて群れの中に飛び込んできたり、「鞍が腹側に回ってしまったウマが群れの中に駆け込んで」きたりといった些細なことでも、スタンピードが起きることが知られている。
大規模なスタンピードが起きると、その行く手にあるものはことごとく排除される。スタンピードが起きた時、カウボーイは家畜のウシたちが崖から飛び出したり川へ飛び込んだりするのを防ぎ、人や物に危害を与えられないようにするために、群れが向きを変えて円を描くように走るよう仕向ける。拳銃を撃つなどして、スタンピードの先頭を走るウシたちの進行方向を変えさせるのである。
特にウシは、食事をとり消化のために分散して放牧されている時はあまりスタンピードを起こさない傾向がある。さらにスタンピードが起きるリスクを減らすため、カウボーイは夜間に歌ったり口笛を吹いたりして、不安になっているウシたちを落ち着かせることもある。また下馬したりマッチを擦ったりといったスタンピードを誘発しかねない行為は、ウシたちから離れて行うようにすることも重要である。
戦争や狩りの際に、あえてウシの群れにスタンピードを起こさせる場合がある。例えばアメリカ先住民の中には、アメリカバイソンの群れにスタンピードを起こさせ、バッファロー・ジャンプと呼ばれる崖に追い込み落下死させる、という狩りを行う人々がいた。

## 人間のスタンピード
人間のスタンピードは、宗教的な巡礼や大規模な娯楽イベントの最中にたびたび発生する。このような場では人々が極度に密集し、また個々人にとっては周囲すべてを他の人に囲まれ密着される状態になりがちだからである。また人が密集しているところに有毒ガスの放出のような危険が差し迫った時にも、人々がスタンピードを起こし、群集事故を誘発する場合がある。